# Marcel Rohrbach
Pour les articles homonymes, voir Rohrbach.
Marcel Rohrbach, né le 8 avril 1933 à Molles (aujourd'hui rattachée à Ahun) dans la Creuse, mort le 14 mars 2012 au Chesnay (Yvelines) est un coureur cycliste français.
Il remporte le Critérium du Dauphiné libéré en 1957 alors qu'il est encore indépendant. Il finit meilleur grimpeur de l'épreuve en 1958 et 1959. 

## Palmarès
- 1955
  - 3e du Circuit d'Auvergne
- 1956
  - 1reb étape du Tour du Cher
  - Prix des Vins Nouveaux
  - 2e du Circuit de la Vienne
  - 2e du Tour d'Europe
- 1957
  - Classement général du Critérium du Dauphiné libéré
  - 2e du championnat de France sur route
- 1958
  - 5e étape du Critérium du Dauphiné libéré
  - Circuit du Mont-Blanc
  - 4e du Grand Prix du Midi libre
- 1959
  - 4e étape du Critérium du Dauphiné libéré
- 1960
  - Boucles de la Seine
  - 3e du Circuit du Cher
  - 3e du Circuit du Mont-Blanc
  - 3e du Circuit des cols pyrénéens
  - 9e du Tour de France
- 1961
  - 1reb étape du Tour d'Espagne
  - 2e de Liège-Bastogne-Liège
  - 3e du Week-end ardennais
  - 8e de Gênes-Nice
- 1962
  - 2e du championnat de France sur route

## Résultats sur les grands tours

### Tour de France
6 participations 
- 1957 : 12e
- 1958 : 26e
- 1959 : 51e
- 1960 : 9e
- 1961 : abandon (14e étape)
- 1962 : abandon (12e étape)

### Tour d'Espagne
2 participations 
- 1959 : 11e
- 1961 : non-partant (13e étape), vainqueur de la 1reb étape